# Adolf Kistner
Adolf Kistner (* 15. Juli 1878 in Mannheim; † 20. November 1940 in Heidelberg) war badischer Kulturhistoriker, der sich besonders der Technikgeschichte gewidmet hat.

## Leben und Werk
Er besuchte die Schule in Mannheim und studierte anschließend in Heidelberg, wo er 1900 die Staatsprüfung für das höhere Lehramt absolvierte. Während seiner Praktikantenzeit heiratete er 1902 in Sinsheim die  aus Stuttgart stammende Antonie Julie Reinhardt. 1904 wurde er Professor am Gymnasium in Sinsheim, kurz darauf wechselte er an das Gymnasium nach Wertheim und schließlich 1914 nach Karlsruhe, wo er 22 Jahre unterrichtete. Aus gesundheitlichen Gründen wurde er 1936 vorzeitig pensioniert. 1939 zog er nach Heidelberg, wo er sich Genesung und einen ruhigen Lebensabend versprach, verstarb jedoch wenig später in der Heidelberger Nervenklinik.
Neben seiner Lehrtätigkeit hat Kistner mehrere Bücher und zahlreiche Aufsätze zur regionalen Kultur- und Technikgeschichte in Baden verfasst. Sein Interesse galt insbesondere der Geschichte des Uhrenproduktion im Schwarzwald. Ausgehend von seiner Beschreibung der historischen Uhrensammlung in Furtwangen, die 1923 erschien, stellte er bis 1927 mit „Die Schwarzwälder Uhr“ das erste umfassende Werk zur Geschichte des Uhrenbaus im Schwarzwald fertig. Seine Einzelbeiträge in verschiedenen Publikationsreihen handeln ferner den Freiherrn von Drais als Erfinder des Periskops sowie dessen Laufmaschinen, Goethes physikalische Apparate, den Luftschiffer Sebastian Bittorf sowie die Geschichte des Bombenabwurfs aus Luftfahrzeugen ab.

## Werke
- Der Kalender der Juden. Karlsruhe 1905.
- Deutsche Physiker und Chemiker. 1908.
- Im Kampf um das Weltsystem - Kopernikus und Gallei. Leipzig 1913.
- Physik und Chemie im Weltkrieg. Lahr 1917.
- Der Feinbau der Materie. Karlsruhe 1923.
- Geschichte der Physik. Berlin und Leipzig 1923.
- Die historische Uhrensammlung Furtwangen. Furtwangen 1925.
- Deutsche Meister der Naturwissenschaft und Technik. Band 1 und 2, Verlag Josef Kösel & Friederich Pustet, München 1925.
- Die Schwarzwälder Uhr. Karlsruhe 1927.
- Mannheimer Stadtrat und kurpfälzische Regierung gegen das alchemistische Laborieren. 1753, 1927.
- Die Pflege der Naturwissenschaften in Mannheim zur Zeit Karl Theodors. Mannheimer Altertumsverein, Mannheim 1930, urn:nbn:de:bsz:180-digad-12653.
- W.A.Mozart und der Chemiker Graf K.H.J.von Sickingen, kurpfälzischer Gesandter in Paris. 1937.